# Death By Stereo
Death By Stereo är ett amerikanskt punkrockband som startade 1996 i Orange County, Kalifornien. Av de fem originalmedlemmarna är enbart Efrem Shulz kvar i bandet.

## Medlemmar
- Efrem Shulz - sång, gitarr, keyboard (1996-idag)
- Dan Palmer - sologitarr (1999-idag)
- Robert Madrigal - bas (2014-idag)
- JP Gericke - rytmgitarr (2009-idag)
- Mike Cambra - trummor, slagverk (2010-idag)

Tidigare medlemmar
- Tyler Rebbe - bas (2005-2009)
- Todd Hennig - trummor (2001-2007)
- Jim Miner - gitarr
- Ian Fowles - gitarr (1996-1998)
- Keith Barney - gitarr (1998-2000)
- Tim Owens - gitarr (2003-2006)
- Jarrod Alexander - trummor (1996-2000)
- Tim Bender - trummor (2000-2001)
- Chris Dalley - trummor (2002-2010)
- Jeff Clark - bas (2009-2011)
- Paul Miner - bas (1996-2001)

## Diskografi
Studioalbum
- 1999 - If Looks Could Kill I'd Watch You Die
- 2000 - Day of the Death
- 2003 - Into the Valley of the Death
- 2005 - Death for Life
- 2009 - Death Is My Only Friend
- 2012 - Black Sheep of the American Dream

EP
- 1998 - Fooled By Your SmileRecorded with original guitarist Ian Fowles
- 2000 - Death by Stereo/Ensign (delad EP med Ensign)
- 2000 - No Shirt, No Shoes, No Salvation